# Michaela Dorfmeister
Michaela Dorfmeister (Beč, 25. ožujka 1973.) je bivša austrijska alpska skijašica.
Dvostruka je olimpijska pobjednica i svjetska prvakinja u alpskom skijanju. 